# Cyryl Jerozolimski
Cyryl Jerozolimski (cs. Святитель Кири́лл Иерусали́мский; ur. ok. 315 w Jerozolimie, zm. 18 marca 386 tamże) – grecki biskup Jerozolimy (348–386), doktor Kościoła, święty Kościoła katolickiego, ormiańskiego, koptyjskiego, prawosławnego, ewangelickiego, anglikańskiego.

## Życiorys

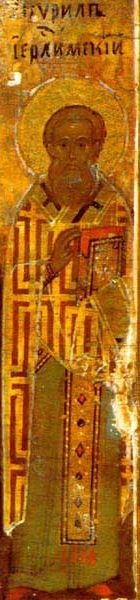
Święty Cyryl (fragment ikony)

Pochodził z chrześcijańskiej rodziny. Święcenia diakonatu przyjął w 334 r. z rąk biskupa Jerozolimy, św. Makarego, a z rąk św. Maksyma w 344 otrzymał święcenia kapłańskie. W 348 został wybrany na następcę Maksyma w katedrze jerozolimskiej.
Trzykrotnie był zsyłany na wygnanie z powodu zdecydowanej postawy wobec arian. Najpierw wystąpił przeciwko niemu ariański metropolita Cezarei Palestyńskiej Akacjusz. Skłonił on ariańskiego cesarza Konstancjusza, żeby ten skazał Cyryla jako heretyka na wygnanie. Święty został zesłany do Tarsu, rodzinnego miasta Pawła Apostoła w 351. Po 9 latach synod w Seleucji potępił arianizm, Akacjusza skazał na wygnanie, a Cyryla odwołał z banicji. Na synodzie w Konstantynopolu Cyryl został ponownie potępiony i skazany na wygnanie. Tym razem tułaczka biskupa nie trwała długo, bo w kilka miesięcy potem kolejny cesarz, Julian Apostata, pozwolił mu powrócić. Nie niepokojono go przez 19 lat. W tym czasie rozwinął pełną działalność, aby przywrócić jedność Kościołowi w Jerozolimie. Wtedy powstała większość jego katechez. Po śmierci Juliana Apostaty rządy objął znowu cesarz ariański, Walens (364–378). Cyryl musiał po raz trzeci opuścić Jerozolimę i pozostał na wygnaniu aż do swojej śmierci.

## Dzieła
Cyryl brał udział w Soborze Konstantynopolitańskim I w r. 381, który biskupom Konstantynopola przyznał pierwsze miejsce po Rzymie. Zostawił po sobie dwie serie katechez, które, jeszcze jako prezbiter, wygłosił dla katechumenów i dla ochrzczonych. Jest to bodajże pierwszy tak wyczerpujący zapis nauczania chrześcijańskiego, m.in. o Eucharystii. Są to w sumie 24 katechezy, spisane metodą stenograficzną przez jednego ze słuchaczy.
Katechezy są podzielone na dwie grupy:
- Prokatecheza – czyli katecheza wstępna oraz 18 Katechez (2–19) skierowanych do fotidzomenoi, czyli do tych, którzy mieli przyjąć „oświecenie” (fotismos), czyli chrzest, w najbliższe święta Wielkanocy.

W katechezie pierwszej mówi o przygotowaniu do chrztu, zachęca do porzucenia trosk ziemskich, pogodzenia się z wrogami i lektury Pisma Świętego. W drugiej mówi o pokucie i odpuszczeniu grzechów, o szatanie i jego zasadzkach. W trzeciej o chrzcie, zbawieniu, rycie chrzcielnym, jego znaczeniu i skutkach. W czwartej streszcza naukę chrześcijańską. W piątej o wierze. W 12 następnych (6–18) wykłada kolejno poszczególne artykuły Jerozolimskiego wyznania wiary.
- Pięć katechez mistagogicznych (19–23) – wygłoszonych w oktawie świąt Wielkanocnych do nowo ochrzczonych (neofotistoi). Zawierają opis i wyjaśnienie ceremonii liturgicznych, związanych z przyjęciem trzech sakramentów: chrztu (19–20), bierzmowania (21) oraz Eucharystii (22–23).

Zachował się też list Cyryla do cesarza Konstancjusza opisujący niezwykłe zjawisko, jakim było ukazanie się wielkiego świetlistego krzyża nad Jerozolimą 7 maja 351. Zachował się też w całości tekst homilii na temat uzdrowienia paralityka (J 5,2–16) oraz fragmenty czterech innych homilii.
Jego prace znajdują się w Patrologia Graeca Migne'a, tom 33, kolumny 331-1180.

## Kult świętego
W 1882 papież Leon XIII ogłosił go Doktorem Kościoła.
Wspomnienie liturgiczne w Kościele katolickim (ewangelickim, anglikańskim) obchodzone jest w dzienną rocznicę śmierci (18 marca).
Kościoły wschodnie, z uwagi na liturgię według kalendarza juliańskiego wspominają świętego 18/31 marca, tj. 31 marca według kalendarza gregoriańskiego.
Kościół koptyjski, z uwagi na własny kalendarz podzielony na 13 miesięcy, wspomina świętego analogicznie do 18 marca.